# Eagle Mountain, British Columbia
Eagle Mountain är ett berg i Kanada.   Det ligger i provinsen British Columbia, i den södra delen av landet, 3 500 km väster om huvudstaden Ottawa. Toppen på Eagle Mountain är 1 050 meter över havet.
Terrängen runt Eagle Mountain är bergig norrut, men söderut är den kuperad. Runt Eagle Mountain är det tätbefolkat, med 356 invånare per kvadratkilometer.. Närmaste större samhälle är Anmore, 3,9 km söder om Eagle Mountain. 
Runt Eagle Mountain är det i huvudsak tätbebyggt.